# Колонно
Колонно (итал. Colonno) — коммуна в Италии, находится в регионе Ломбардия, в провинции Комо.
Население составляет 561 человек (2008), плотность населения составляет 112 чел./км². Занимает площадь 5 км². Почтовый индекс — 22010. Телефонный код — 031.
Покровителем коммуны почитается святой архангел Михаил, празднование 29 сентября.

## Демография
Динамика населения:

## Администрация коммуны
- Официальный сайт: